# Зубин поток (община)
Община Зубин поток (на сръбски: Општина Зубин Поток; на албански: Komuna e Zubin Potokut) е община, разположена в Северно Косово, част от окръг Митровица. Общата площ на общината е 335 км2. Според доклада на ОССЕ за 2018 г. населението на общината е около 15 200 души, от тях – 13 900 сърби и 1300 албанци. Административен център е град Зубин поток.